# Le Deal (téléfilm, 2003)
Pour plus de détails, voir Fiche technique et Distribution.
Le Deal (The Deal) est un téléfilm britannique réalisé par Stephen Frears, diffusé en 2003.

## Synopsis
Le téléfilm retrace l'amitié et la rivalité entre Tony Blair et Gordon Brown de 1983 à 1994.

## Fiche technique
- Réalisation : Stephen Frears
- Scénario : Peter Morgan
- Photographie : Alwin H. Kuchler
- Montage : Lucia Zucchetti
- Musique : Nathan Larson
- Société de production : ITV Granada
- Pays d'origine :  Royaume-Uni
- Langue originale : anglais
- Budget : 2 000 000 £ [1]
- Genre : biopic politique
- Durée : 76 minutes
- Dates de diffusion : 
  -  Royaume-Uni : 28 septembre 2003 sur Channel 4

## Distribution
- David Morrissey : Gordon Brown
- Michael Sheen : Tony Blair
- Frank Kelly : John Smith
- Paul Rhys : Peter Mandelson
- Dexter Fletcher : Charlie Whelan
- Matt Blair : Ed Balls
- Elizabeth Berrington : Cherie Blair
- Valerie Edmond : Sheena McDonald

## Accueil
Bien qu'il ait reçu des critiques généralement positives, le téléfilm n'a pas connu un grand succès commercial, attirant seulement 1,5 million de téléspectateurs lors de sa première diffusion au Royaume-Uni.

## Distinctions
En 2004, le téléfilm a remporté le BAFTA Award du meilleur téléfilm dramatique et David Morrissey le Royal Television Society Award du meilleur acteur. 